# Gedächtniskapelle (Rathmannsdorf)
Gedächtniskapelle (česky Pamětní kaple) je ekumenická sakrální stavba ve Wendischfähre, místní části obce Rathmannsdorf v Sasku. Dokončena byla v roce 2012.

## Historie
Nápad postavit kapli v obci, která do té doby neměla vlastní sakrální stavbu, vzešel z jednání obecní rady na přelomu 20. a 21. století. Byla zvažována různá místa, roku 2008 však přišel tehdejší starosta Reiner Hähnel s nápadem umístit kapli na současné místo na ulici Hohnsteiner Straße (spolková silnice S 163 směřující k Hohnsteinu či Bad Schandau) naproti místnímu vlakovému nádraží. Umístění upomíná hned na několik negativních historických událostí. Ke konci druhé světové války byla železniční trať poškozena a na nádraží se začali shromažďovat uprchlíci. Nádraží se stalo výchozím bodem pro pochod smrti směřující do Maxiček. Z přibližně 250 nuceně nasazených dělníků převážně italské a ruské národnosti z königsteinské pobočky koncentračního tábora Flossenbürg jich pochod přežilo pouze 50. Po Hohnsteiner Straße také procházela po podpisu mnichovské dohody v roce 1938 německá vojska anektující Sudety a v roce 1968 okupační vojska ukončující pražské jaro v Československu. Kaple tak slouží zároveň jako památník. Od počátku byla uvažována jako ekumenická, aby byla vyjádřena jednota místních křesťanů, protestantů i katolíků.
Slavnostní položení základního kamene se uskutečnilo v sobotu 17. prosince 2011. Výstavba kaple trvala sedm týdnů a přispěla na ni řada soukromých osob a institucí. Slavnostní žehnání kaple následovalo 17. června 2012. Ujal se ho emeritní biskup drážďansko-míšeňské diecéze Joachim Reinelt jako zástupce římskokatolické církve a rosenthalský farář Günter Hartmann za evangelicko-luterskou církev.
Kaple je využívána příležitostně, zejména v době adventní a vánoční.

## Popis
Kaple stojí na obdélníkovém půdorysu se segmentovým závěrem. Fasáda je bílá, nečleněná. Ve štítu je umístěno trojúhelníkové okno, které kryje předsazená střecha.